# 学校法人サレジオ学院
学校法人サレジオ学院（サレジオがくいん）は、カトリックの男子修道会であるサレジオ修道会を母体とするミッションスクール。

## 設置校
- サレジオ学院幼稚園（2020年度以降から募集停止）
- サレジオ学院中学校・高等学校